# بهنام وادانی
بهنام وادانی (زادهٔ ۱۳۳۷) نوازندهٔ سه‌تار و موسیقی‌دان اهل ایران است.

## زندگی‌نامه
بهنام ابراهیمی وادانی، در سال ۱۳۳۷ در وادان دماوند متولد شد. پدر وی خود اهل موسیقی و آواز و نخستین مشوق او در فراگیری موسیقی بود. به همین سبب وی به هنرستان عالی موسیقی راه یافت و به مدت ۳ سال نواختن ساز «تار» را نزد رضا وهدانی آموزش دید. او همچنین دورهٔ دوم هنرستان را تحت آموزش هنرمندانی نظیر: هوشنگ ظریف و حبیب‌الله صالحی به پایان برد و در سال ۱۳۵۶ فارغ‌التحصیل شد. او به واسطهٔ دوستی پدرش با علی‌اکبر شهنازی سال‌ها نزد او به رفع اشکال و تکمیل آموخته‌هایش پرداخت و پس از پایان تحصیل در هنرستان موسیقی نیز نزد علی‌اکبر شهنازی، در دانشکدهٔ هنر به فراگیری دورهٔ عالی ردیف موسیقی ایرانی مشغول شد. او از سال ۱۳۵۶ به دعوت داریوش صفوت و یوسف فروتن، تدریس ساز سه‌تار را در مرکز حفظ و اشاعهٔ موسیقی آغاز کرد. وی در این زمان به مدت ۴ سال نزد داریوش صفوت، آموزش‌های خویش را تکمیل کرد و به تحقیق و تفسیر ردیف موسیقی ایرانی پرداخت. پس از آن، از سال ۱۳۶۲ تا ۱۳۷۱ نزد احمد عبادی، شیوهٔ سه‌تار نوازی وی را فراگرفت.
او همچنین از سال ۱۳۵۶ همکاری خود را با رادیو تلویزیون آغاز کرد و در سال ۱۳۶۷ به منظور شناساندن ساز سه‌تار و موسیقی ایرانی، به کشور سوئیس رفت و برنامه‌هایی را در این کشور به اجرا گذاشت. وی به همراه گروه موسیقی «مولانا» نیز کنسرت‌هایی را در کشورهای یونان و ژاپن اجرا کرد. او همچنین به عنوان نوازندهٔ سه‌تار با گروه پایور و «ارکستر شهر» به رهبری اسماعیل تهرانی همکاری کرده‌است. او به عنوان داور، سابقهٔ همکاری با جشنوارهٔ موسیقی فجر را دارد.
او همچنین ردیف موسیقی ایران به روایت نورعلی برومند را با سه‌تار به شیوهٔ احمد عبادی ضبط کرده‌است.

## آثار هنری
از جمله آثار هنری بهنام وادانی، می‌توان به موارد زیر اشاره کرد:
- نوازندگی در آلبوم موسیقی «کیش مهر» با آهنگسازی محمدجلیل عندلیبی و خوانندگی شهرام ناظری[۱۰]
- نوازندگی در آلبوم موسیقی «شکوفه‌های جاویدان» با آهنگسازی محمدجلیل عندلیبی و خوانندگی شاپور رحیمی[۱۱]
- نوازندگی در آلبوم موسیقی «بنمای رخ» با آهنگسازی محمدجلیل عندلیبی و خوانندگی شهرام ناظری[۱۲]
- نوازندگی در آلبوم موسیقی «عاشق دیوانه» با آهنگسازی و خوانندگی جلال‌الدین محمدیان[۱۳]
- نوازندگی در آلبوم موسیقی «باغ خاطره» با تکنوازی بهنام وادانی[۱۴]